# World's Finest Comics
World's Finest Comics è stata una testata antologica a fumetti edita dalla DC Comics da luglio 1941 a gennaio 1986 che pubblicava storie di Superman, Batman e altri famosi personaggi della casa editrice.

## Storia editoriale
L'idea di base della collana era di presentare storie di Batman affiancandogli in ogni numero un diverso personaggio.
A partire dal n. 71 del 1952 la testata ridusse la foliazione da 64 a 32 e iniziò a presentare esclusivamente team-up tra Batman e Superman, di fatto decretando la superiorità economica e morale delle due icone rispetto al resto del corpus narrativo della DC Comics, grazie al successo del n. 76 di Superman dello stesso anno che presentava un teamp up fra i due personaggi nel quale venne rivelato come i due scoprirono le rispettive identità segrete. Da allora vennero realizzate circa 240 storie con incontri fra i due personaggi sia in continuity che immaginarie come quelle con Batman jr. e Superman jr., i figli dei due eroi. Fra il 1970 e il 1972 la testata presentò esclusivamente team-up di Superman con altri eroi.
Secondo Dennis O'Neil la testata fu una delle responsabili, insieme al serial televisivo con Adam West, della trasformazione di Batman da terribile vigilante avvolto nelle tenebre a benigno boy-scout e maestro di vita del giovane Robin. La testata, infatti, venne chiusa con il n. 323 del gennaio 1986: si stava, infatti, preparando una nuova era per Batman con l'uscita della saga del ritorno del Cavaliere Oscuro di Frank Miller.

### Miniserie

#### Superman & Batman: I migliori
I due personaggi si rincontrarono successivamente nella miniserie Superman&Batman: I migliori, realizzata da Dave Gibbons, Steve Rude e Karl Kesel, nella quale i due personaggi aiutarono la costruzione di un orfanotrofio posto sulla strada tra le due città, Gotham e Metropolis.

#### The Worlds Finest
All'interno della linea narrativa Elseworlds, John Byrne propose un progetto noto come Generazioni, che aveva l'obiettivo di narrare una storia alternativa per Batman e Superman, scegliendo, per ogni decennio, un anno in particolare e facendo invecchiare i personaggi compreso Superman. Questo portò alla nascita della saga The Worlds Finest, che rivisitò dieci periodi da un anno.

#### Superman/Batman
Jeph Loeb ideò una saga nel quale i nemici di Batman come il Joker vennero inseriti nell'ambientazione di Superman per poi, nello spirito di World's Finest realizzare altri incontri tra Superman e Batman il cui successo spinse l'editore a varare un nuovo progetto, la testata Superman/Batman.

### Altre serie
Dopo il successo di Legends of the Dark Knight, la DC Comics propose sia il classico Legends of the DC Universe, sia Legends of the World's Finest (1994), quest'ultimo come miniserie in tre albi. Successivamente, Superboy e Robin furono protagonisti della miniserie in due albi Superboy/Robin: World's Finest Three (1996).
Nel 1997 venne edita la storia Batman/Superman Adventures: World's Finest, adattamento del team-up animato tra i due personaggi. Infine, nel 1998, sotto il marchio Elseworlds, esce il one-shot Elseworlds' Finest: Supergirl/Batgirl